# Fernand Canelle
Fernand Émile Canelle (París, 2 de gener de 1882 – Rueil-Malmaison, Hauts-de-Seine, 11 de setembre de 1951) va ser un futbolista francès que va competir a cavall del segle xix i el segle xx.
Inicià la seva carrera esportiva el 1896, amb sols 14 anys, al Club Français París. Guanyà la lliga francesa de 1896, la Copa Manier en sis ocasions (1897, 1898, 1899, 1900, 1901, 1903) i el Campionat de la vila de París el 1896, 1899, 1900 i 1918.
El 1900 va prendre part en els Jocs Olímpics de París, on guanyà la medalla de plata com a membre de la selecció francesa, representada per la Union des sociétés françaises de sports athlétiques.
Es retirà el 1922, amb 40 anys.